# Felix Mettler
Felix Mettler (* 21. November 1945 in Adliswil im Kanton Zürich; † 6. März 2019 in Teufen AR im Kanton Appenzell Ausserrhoden) war ein Schweizer Schriftsteller.

## Leben
Mettler studierte Tiermedizin und war mehrere Jahre als Oberassistent am Institut für Veterinär-Pathologie der Universität Zürich tätig. Seine Romane wurden z. T. mehrfach aufgelegt, unter anderem auch im Fischer Taschenbuch Verlag. Sein Erstling, Der Keiler, wurde ins Englische und Italienische übersetzt. Der Roman diente auch als Grundlage für den Film Tod eines Keilers (2005) mit Joachim Król. Felix Mettler lebte in Teufen AR.

## Werke
- Der Keiler. Kriminalroman. Ammann, Zürich 1990; Neuausgabe ebd. 2006, ISBN 3-250-30018-7
- Made in Africa. Roman. Ammann, Zürich 1994
- Der Fehldruck. Kriminalnovellen. Appenzeller, Herisau 2009, ISBN 978-3-85882-491-2
- Pralinen, Sherlock und ein Teddybär. Roman. Appenzeller, Herisau 2010, ISBN 978-3-85882-535-3